# Культура воронковидных кубков
Культура воронковидных кубков, КВК (англ. Funnel Beaker culture, нем. Trichterbecherkultur, TRB) — мегалитическая культура (4000—2700 гг. до н. э.) эпохи позднего неолита.

## География и генетические связи
Ареал КВК на юге достигал Чехии, на западе — Нидерландов, на севере шведского города Уппсала, на востоке — устья Вислы.
В центре этого региона предшественницей КВК была субнеолитическая культура Эртебёлле, которую она полностью заместила. Происхождение КВК остаётся предметом дискуссий. Неясно, является ли КВК результатом окончательной неолитизации местной культуры, или она возникла в результате иммиграции. Современное население южной Скандинавии наряду с генетическими маркерами автохтонного населения имеет гены иммигрантов с юга и востока. В частности, вместе с культурой TRB у местного населения появились гены, позволяющие взрослым переваривать лактозу.
Существовавшие параллельно михельсбергская культура и культура Сены-Уазы-Марны рассматриваются как родственные воронковидным кубкам ввиду заметных параллелей в керамике и орудиях, однако точный характер связи между ними пока неясен.
В рамках гипотезы Марии Гимбутас рассматривалась как «староевропейская»; согласно другой точке зрения, представляла собой гибрид первой волны индоевропейских завоевателей с носителями предыдущей культуры Эртебёлле. В. А. Сафронов и Л. С. Клейн рассматривали данную культуру как предковую для индоевропейцев, однако эта точка зрения не нашла поддержки среди исследователей.
В культовых сооружениях КВК (мегалиты, земляные валы) заметно влияние культур Центральной Европы, производных от культуры линейно-ленточной керамики (михельсбергская и т. п.). В то же время, в керамике и орудиях КВК прослеживается сходство с более поздней культурой шнуровой керамики.

## Локальные варианты
В культуре выделяются локальные варианты (группы): западная, северная, восточная, южная, юго-восточная, Альтхайм, Пфин, Альтмарк, Вальтернинбург-Бернбург.

## Поселения
Культуру воронковидных кубков (КВК) характеризуют укреплённые поселения до 25 га. В основном они локализованы на побережье близ селений ранее существовавших культур Эртебёлле и Нёствет-Лихульт. Состоят из домов, построенных из глинобетона, размером примерно 12×6 м, рассчитанных на одну семью.

## Погребения и культовые сооружения
В погребальном обряде преобладала ингумация. Способы погребений разнообразны: в простых грунтовых могилах, дольменах (рёсе), коридорообразных гробницах, в курганах. Самые древние могилы представляли собой камеру из дерева внутри длинного могильного холма, которую сверху закрывали кучей земли, а вход заваливали камнем. Монументальные гробницы располагались в центре поселений. По сравнению со сходными мегалитическими сооружениями Ирландии, Франции и Португалии погребения КВК возникли поздно и, по-видимому, представляют собой традицию, привнесённую откуда-то с запада. Предполагают, что они не были предназначены для всех носителей культуры, и в них помещали только тела элиты общества. В могилы также помещали керамику, вероятно, с пищей, и изделия из камня. Такие же изделия находят в реках и озёрах близ поселений КВК, и практически все 10 тыс. топоров этой культуры, найденных в Швеции, были утоплены в водоёмах.
Максимальная концентрация мегалитических погребений данной культуры наблюдалась на о. Зеландия (ныне Дания).
Кроме могил возводили большие культовые центры, окружённые палисадом, рвами и валами. Самый большой из них, территория которого занимала 85 000 м², найден на острове Фюн. Считают, что на его сооружение было потрачено 8000 человекодней. Площадь другого, расположенного близ города Лунд, — 30 000 м².

## Артефакты
Культура получила название из-за характерной формы керамики: кубков, которые часто имеют венчик в виде воронки, и, вероятно, использовались для питья. Среди них широко известен сосуд из Броночице, на котором, по одной из версий, находится древнейшее изображение колёсной повозки (четыре колеса на двух осях).
Каменные боевые топоры по форме напоминают распространённые в то время в Центральной Европе топоры из меди. Известен плуг.
- Артефакты культуры КВК (TRB)
- Боевой топор, найденный в провинции Даларна, Швеция.
- Боевой топор, найденный в провинции Сконе, Швеция.
- Кремнёвый топор, найденный в провинции Нерке, Швеция.
- Кремнёвый топор, найденный в провинции Сконе, Швеция.
- Воронковидный кубок, найденный в провинции Сконе, Швеция.

## Хозяйство
Разводили овец, коз, свиней, крупный рогатый скот, но не пренебрегали также охотой и рыболовством. На небольших полях высевали пшеницу и ячмень. Из-за истощения почвы часто переселялись с места на место, но на небольшие расстояния, оставаясь в одном и том же регионе. В районе Мальмё занимались горным делом, добывая в шахтах кремень и обменивая его на продукты других культур Швеции. Импортировали изделия из меди, особенно ножи и топоры, из Центральной Европы.

## Исчезновение
В период с 3450 по 3000 годы до н. э. население КВК, достигшее высокой плотности благодаря земледелию и скотоводству, резко сократилось в результате эпидемии чумы. Многие поселения были заброшены. Спустя несколько веков началась массовая миграция населения из черноморско-каспийских степей, с которой связывают распространение индоевропейских языков. В результате КВК в течение всего двух поколений была замещена культурой боевых топоров. Быстрота перемен и предварительное наличие смешанных погребений предполагают внутренние подготовительные изменения КВК, возможно, связанные с проникновением индоевропейского населения из степей юго-востока Европы.
Мария Гимбутас считала, что археологическим отражением индоевропейского вторжения является курганная баальбергская культура на территории Германии, однако Дж. П. Мэллори указывал на её местное происхождение.

## Палеогенетика
Геномы большинства (96 из 108) исследованных древних людей из девяти мегалитических гробниц в Швеции принадлежат к ранним европейским земледельцам анатолийского происхождения (гаплогруппа I2 (Y-ДНК)). Первые носители степного генетического компонента, связанного с распространением индоевропейских языков, появляются здесь не ранее 2400 года до н. э.
Среди митохондриальных гаплогрупп отмечены гаплогруппы H/R, H, H1, H24, J1d5, J2b1a, K1a5 и T2b. У двух образцов из Швеции определены митохондриальные гаплогруппы H и T2b. У образца N18 (3636 — 3389 лет до н. э., Pikutkowo) из Польши определена митохондриальная гаплогруппа V14.
У группы Зальцмюнде (en:Salzmünde group) определены митохондриальные гаплогруппы H, H3, H5, HV, J, J1c, J2b1a, K1a, K1a, K1a4a1a2, N1a1a1a3, T2b, U3a, U3a1, U5b, V, X2b1'2'3'4'5'6.
В целом, из митохондриальных гаплогрупп у носителей КВК наиболее распространенными были H1 и H3, тогда как Y-гаплогруппы I2, G2a и E1b1b, впоследствии, видимо, дополненная J2, что подтверждает принадлежность КВК к ранним европейским земледельцам ещё без степной примеси